# Hôtel de la Houssaye (Rouen)
Pour les articles homonymes, voir Hôtel de la Houssaye (homonymie).
L'hôtel de la Houssaye est un hôtel particulier situé à Rouen, en France.

## Localisation
L'hôtel de la Houssaye est situé dans le département français de la Seine-Maritime, sur la commune de Rouen, au 22 rue de la Chaîne.

## Historique
L'hôtel est mis en vente en 1919. Il est inscrit au titre des monuments historiques en 1948.